# Monnina multicomata
Monnina multicomata är en jungfrulinsväxtart som beskrevs av Chod.. Monnina multicomata ingår i släktet Monnina och familjen jungfrulinsväxter. Inga underarter finns listade i Catalogue of Life.